# Phanias concoloratus
Phanias concoloratus är en spindelart som först beskrevs av Chamberlin, Gertsch 1930.  Phanias concoloratus ingår i släktet Phanias och familjen hoppspindlar. Inga underarter finns listade i Catalogue of Life.